# Paranormasight: The Seven Mysteries of Honjo
Paranormasight: The Seven Mysteries of Honjo — візуальна новела 2023 року, розроблена xeen і видана Square Enix.

## Сюжет
Дія відбувається у 1980-х роках у районі Суміда в Токіо, Японія. Сюжет зосереджений на надприродних міських легендах, відомих як «Сім таємниць Хондзьо». Однієї ночі на кількох різних людей накладається смертельне прокляття.

## Геймплей
Paranormasight: The Seven Mysteries of Honjo — це візуальна новела, розроблена xeen. Гравець повинен пройти кожну історію, щоб розкрити таємницю прокляття, що охоплює округ. Геймплей зосереджений на сюжеті, з короткими розділами для розслідувань і вікторин, заснованих на тому, що гравець дізнався. Блок-схема дозволяє гравцеві переходити між сюжетними лініями та перспективами головних героїв. Певні сюжетні гілки та варіанти можуть призвести до смерті персонажа, змушуючи гравця повернутися до попередньої сцени, щоб зрозуміти, як змінити події та запустити альтернативний сюжетний шлях.

## Виробництво
Режисером і сценаристом гри Paranormasight: The Seven Mysteries of Honjo є Таканарі Ісіяма. Раніше Ісіяма працював над кількома ігровими новелами, а також над Metal Gear Solid як звукорежисер і над Final Fantasy XII: Revenant Wings.
Гра була представлена на японському Nintendo Direct у лютому 2023 року.

## Реліз
Paranormasight: The Seven Mysteries of Honjo було випущено для ПК в Steam 8 березня 2023 року. Наступного дня — для Switch та iOS.
Хірун Крайер з GamesRadar+ заявив, що видавець Square Enix не зробив багато реклами для своєї гри, подібно до того, як це було з Neo: The World Ends With You і Theatrhythm Final Bar Line.

## Відгуки
| Агрегатор  | Оцінка |
| ---------- | ------ |
| Metacritic | 86/100 |

| Видання               | Оцінка   |
| --------------------- | -------- |
| Destructoid           | (8.5/10) |
| Nintendo Life         | (9/10)   |
| Nintendo World Report | (9/10)   |
| RPGFan                | (70/100) |
| TouchArcade           | (4.5/5)  |

Paranormasight: The Seven Mysteries of Honjo отримав оцінку 86/100 на сайті Metacritic на основі 24 рецензій, вказуючи на «загалом схвальні відгуки».
Джо ДеВейдер з Nintendo World Report похвалив ігрову механіку та художній стиль, але висловив думку, що сцени жахів час від часу заважають сюжету, і вважав елементи керування Switch поганими, зазначивши незручну навігацію за допомогою d-pad. Оллі Рейнольдс назвав гру «однією з найбільш інтригуючих і захоплюючих історій, які ми бачили за довгий час», і високо оцінив візуальні ефекти, персонажів і сцени жахів. Хендлі, описуючи гру як «небагато наворотів», сказав, що їй вдається бути стильною, зокрема завдяки широкому панорамному фону для пошуку. Авраам Кобіланскі з RPGFan захоплювався героями, але вважав розповідь надто прямолінійною та вважав, що вона занадто сильно покладається на комедію, а не на жахи.